# Maximum Racing: Rally Racer
Maximum Racing: Rally Racer (también conocido como Euro Rally Champion o Rally Racer) es un videojuego de carreras desarrollado por Brain in a Jar para Windows, PlayStation 2, Wii, PlayStation 3. Fue publicado por Liquid Games para PC, por Oxygen Interactive para PS2, por Maximum Family Games para Wii y por OG International para PS3.

## Jugabilidad
Los jugadores pueden recorrer las carreteras secundarias de Inglaterra y las colinas alpinas en vehículos con tracción total finamente ajustados. Diseñado para encontrar un equilibrio entre las carreras de rally del mundo real y la acción arcade de alto vuelo, Rally Racer permite a los jugadores unirse a una serie de campeonatos europeos, ajustar su vehículo antes de cada etapa de la carrera e incluso recibir notas habladas de un copiloto; pero los jugadores a los que les gusten las carreras escandalosas también pueden llevar sus coches a través de entornos de acrobacias únicos llenos de bancos y saltos.

## Recepción
AceGamez escribió: "Euro Rally Champion realmente no tiene nada que ofrecer: los modos son limitados, los gráficos son insulsos, repetitivos y anticuados, los efectos de sonido son peores que mediocres y la jugabilidad es simplemente inexistente. Incluso a un precio económico, deberías mantenerte alejado de este juego: sería mucho mejor adquirir el Colin McRae del año pasado a bajo precio, o incluso el anterior".
Nintendo-Online.de escribió: "Aunque Rally Racer está disponible en las tiendas por el módico precio de veinte euros, sólo se puede desaconsejar su compra, porque al final pasarás más tiempo en el taller para conseguir un coche medio apto para circular y así evitar quedarte en el camino. La pista se lanza hacia adelante y hacia atrás como una pelota que rebota. Pero en el camino las cosas tampoco pintan mejor, porque constantemente se ven los mismos paisajes feos y repetidos. Como no ocurre nada más dentro o fuera de la pista que tu propio coche, todo rápidamente se convierte en un asunto aburrido. Si estás buscando una alternativa, deberías echarle un vistazo a Colin McRae: Dirt 2, que no es excelente pero al menos es bastante decente".
Jeuxvideo.com escribió: "Totalmente vacío, ERC es una especie de CD al que le han quitado el alma. Un cadáver solitario, sin nadie que lo vigile. ¿Por qué la gama Oxygen se adorna constantemente con este tipo de producciones? Ojalá nos ofreciera títulos innovadores, incluso gráficamente pobres. Pero no, a ella le encantan los géneros que han sido vistos y revisitados, a menudo de una forma muy bella. ¿Por qué abordar software de calidad sin una contribución significativa? Al menos esperemos un destino mejor para los desarrolladores, que no se lo merecían. Evita a toda costa este título, que aún así consigue hacer reír a la gente participando en carreras que a primera vista no tienen ninguna gracia. ¡Sombrero!".
4Players.de escribió: "Mis ojos miran la pantalla con incredulidad. Me duelen los oídos. Y mi nivel de bronca aumenta con cada segundo que tengo que invertir en Rally Racer. ¿Cómo se puede lanzar en serio este tipo de software basura al mercado en 2010, donde incluso una consola Wii con su débil chip gráfico se avergüenza? Incluso en PSOne habría tirado este trabajo por la ventana con disgusto, porque aquí casi no hay nada correcto: ¿Gráficos? Horrible. ¿Física de conducción? Horrible. ¿Sonido? Horrible. ¿Alcance? Horrible. ¿Copiloto? ¡Lo odio! Sólo las opciones de configuración son impresionantes en vista del resto de la catástrofe, pero los autos torpes no controlan mucho mejor que pésimo. Ahora todo lo que tengo que hacer es cruzar los dedos para poder dejar atrás el peor juego de carreras del año con Rally Racer".